# Manufactura Moderna de Metales
Manufactura Moderna de Metales (MMM) Barcelona este o companie producătoare de componente auto din Spania.
Compania este prezentă și în România și deține o fabrică la Turda, județul Cluj.